# Hovdenakken
Hovdenakken is een plaats in de Noorse gemeente Molde, provincie Møre og Romsdal. Hovdenakken telt 306 inwoners (2007) en heeft een oppervlakte van 0,37 km².